# Toms River
Toms River város az USA New Jersey államában. Lakosainak száma 95 438 fő (2020. április 1.).

## Népesség
A település népességének változása:

| 2010 | 91 239 |
| 2020 | 95 438 |